# Górki (obwód brzeski)
Górki (biał. Горкі, Horki; ros. Горки, Gorki) – wieś na Białorusi, w obwodzie brzeskim, w rejonie żabineckim, w sielsowiecie Stepańki.

## Historia
W dwudziestoleciu międzywojennym osada leżąca w Polsce, w województwie poleskim, w powiecie kobryńskim, do 18 kwietnia 1928 w gminie Siechnowicze, następnie w gminie Żabinka. W 1921 miejscowość liczyła 16 mieszkańców, zamieszkałych w 3 budynkach, wyłącznie Polaków wyznania prawosławnego.
Po II wojnie światowej w granicach Związku Sowieckiego. Od 1991 w niepodległej Białorusi.